# Lilik Kushadiyanto
Lilik Kushadiyanto (auch Kushardiyanto oder Koeshardianto; * um 1953) ist ein indonesischer Offizier des Pionierkorps.
1975 absolvierte Lilik die Militärakademie. 1999 diente Lilik im von Indonesien seit 1975 besetzten Osttimor. Die als Timor Timur annektierte Provinz befand sich in dieser Zeit in der Vorbereitung auf ein Unabhängigkeitsreferendum am 30. August 1999. Die Indonesische Armee und von ihr unterstützte pro-indonesische Milizen attackierten bereits im Vorfeld Unabhängigkeitsbefürworter. 
Wenige Tage vor dem Wahltag am 30. August 1999 kam es in Maliana und Suai zu Übergriffen. Eine US-Delegation unter Führung des Senators Tom Harkin beschwerte sich in ihrem wütenden Bericht beim indonesischen Präsident Habibie, so dass der Verbindungsoffizier Generalmajor Zacky Anwar Makarim sowie Oberstleutnant Ahmad Masagus, Distriktskommandant (Dandim) von Cova Lima und der Oberstleutnant Burhanuddin Siagian, Distriktskommandant von Bobonaro zunächst ausgetauscht wurden. Oberstleutnant Lilik Kushadiyanto übernahm das Kommando ab dem 29. August 1999.
Nach der Bekanntgabe des Ergebnisses des Referendums am 4. September 1999 und der Entscheidung für die Unabhängigkeit Osttimors, kam es mit der Operation Donner zur geplanten Zerstörung des Landes durch indonesische Sicherheitskräfte und Milizen. Am 6. September kam es zum Kirchenmassaker von Suai mit bis zu 200 Opfern. Es ist umstritten, ob Lilik oder Masagus an diesem Tag die Verantwortung für die Sicherheit in der Distriktshauptstadt hatten. Offiziell wurde Lilik am 8. September nach Bekanntwerden des Massakers abberufen und Masagus wieder eingesetzt. Das regionale Militärkommando IX (Kodam IX/Udayana) auf Bali teilte dem australischen Journalisten Hamish McDonald aber mit, dass an dem Tag Masagus der verantwortliche Offizier war. Gesichert ist, dass Soldaten, die unter dem Befehl des Distriktskommandanten standen, am Massaker beteiligt waren. Sowohl Masagus, als auch Lilik sollen während des Massakers bewaffnet vor Ort gewesen sein.
Am 12. September erklärte der ehemalige Milizenführer Rui Lopes einem unabhängigen Fernsehsender in Jakarta, dass es vor dem Kirchenmassaker ein Treffen im Haus des Distriktchefs (Bupati) Oberst Herman Sedyono gegeben hätte. Sedyono und der Militärdistriktschef (wieder ist unklar, ob Masagus oder Lilik) hätten den Milizen den Befehl gegeben, Cova Lima niederzubrennen, die UNAMET zu verjagen und alle Einwohner in das indonesische Westtimor zu vertreiben. Man wollte so die Außenwelt überzeugen, dass die Osttimoresen mit dem Ergebnis des Referendums unzufrieden seien und die UNAMET zu einem neuen Wahlgang bewegen.
Während seiner neuntägigen Amtszeit als Militärchef von Cova Lima behielt Lilik seine Position als Chef des Geheimdienststabs im Kodam IX/Udayana, das für Osttimor zuständig war. Nach seiner Rückkehr nach Bali unterstützte er Generalmajor Kiki Syahnakri, der zwischen dem 8. und 27. September Administrator Osttimors unter Kriegsrecht war. Lilik übernahm im November 1999 noch die Rolle des Verbindungsoffiziers zu den Internationalen Streitkräfte Osttimor (INTERFET), an der Grenze zwischen Osttimor und Westtimor.
Am 25. September 1999 erklärten die Anwälte Liliks zu seiner Verteidigung, seine Ernennung zum Kommandanten von Cova Lima sei nie formalisiert worden, doch Beamte der Generalstaatsanwaltschaft deuteten an, dass seine Aktionen in Suai Teil seiner Geheimdienstrolle gewesen sein könnten.